# Cantonul Mimizan
Cantonul Mimizan este un canton din arondismentul Mont-de-Marsan, departamentul Landes, regiunea Aquitania, Franța.

## Comune
| Comune             | Populație (1999) | Cod poștal | Cod INSEE |
| ------------------ | ---------------- | ---------- | --------- |
| Aureilhan          | 946              | 40200      | 40019     |
| Bias               | 765              | 40170      | 40043     |
| Mézos              | 854              | 40170      | 40182     |
| Mimizan            | 7.069            | 40200      | 40184     |
| Pontenx-les-Forges | 1.467            | 40200      | 40229     |
| Saint-Paul-en-Born | 817              | 40200      | 40278     |